# Кравец, Торичан Павлович
Торича́н Па́влович Кра́вец (1876—1955) — русский и советский физик, историк физической науки, специалист в области научной и прикладной фотографии и светотехники, историк науки.

## Биография
Родился 10 (22) марта 1876 года в селе Волково Богородицкого уезда (ныне — в Узловском районе Тульской области) в семье земского врача Павла Наумовича Кравца (1851—1907) и фельдшера и акушера Фелицитаны Карповны Шагиной (1852—1928). Кроме старшего сына, Торичана, в семье было ещё четыре сына и дочь. Первоначальное образование получил дома в городе Богородицке, куда вскоре после его рождения переехала семья, среднее — в Тульской классической гимназии, которую окончил в 1894 году с серебряной медалью. Хорошо знал латинский, немецкий и французский языки, позднее изучил английский и итальянский.
В 1898 году с отличием окончил Московский университет (математическое отделение физико-математического факультета). Ещё студентом 3-го курса начал работать в лаборатории профессора П. Н. Лебедева, слушал лекции выдающихся учёных А. Г. Столетова, Н. А. Умова, Н. Е. Жуковского, Н. Д. Зелинского. По окончании университета был оставлен на кафедре физики для подготовки к профессорскому званию. В том же году принят ассистентом на кафедру физики Московского инженерного училища (с 1913 — МИИТ), возглавляемую профессором А. А. Эйхенвальдом. В 1901 — 1914 годах читал лекции по физике на Московских педагогических курсах, был секретарём этих курсов. В 1904 призван на действительную воинскую службу, назначен обучающим в телеграфный класс и командирован в город Канск. Уволен в запас в январе 1906 года. В 1907—1914 годах вёл курсы «Оптика» и «Электричество» на Московских высших женских курсах.
В 1907 году женился на Свечиной Екатерине Михайловне, работавшей учительницей в школе, а затем в гимназии. В дальнейшем она преподавала французский язык в Институте культуры имени Н. К. Крупской в Ленинграде.
В 1911 году Т. П. Кравец сдал магистерские экзамены и в 1913 году на Совете Санкт-Петербургского университета защитил диссертацию на степень магистра. Оппонентами его были И. И. Боргман, Н. А. Булгаков и Д. С. Рождественский.
В апреле 1914 года избран профессором физики Харьковского университета. Занимал ряд должностей вплоть до проректора. В 1920—1921 годах — профессор Политехнического института и Кубанского университета в Краснодаре. В конце 1921 года вернулся в Москву, преподавал в Институте инженеров железнодорожного транспорта, одновременно в феврале 1922 года назначен членом коллегии Научно-технического отдела ВСНХ и членом комиссии по истории знаний АН СССР.
В августе 1922 арестован за поддержку обращений работников высшей школы и Академии наук в правительство по поводу политики властей в отношении науки и образования («Профессорская забастовка»). После пятимесячного заключения приговорён к административной ссылке на 3 года и выслан в Сибирь, проживал в Омске и Иркутске. Имел возможность продолжать научную и преподавательскую работу в ИГУ, заведовал (с сентября 1923 года) сейсмологической станцией в районе Байкала. Реабилитирован в 2000 году.
В 1926 году, отбыв ссылку и передав работу своему ученику Трескову А. А., вернулся в Ленинград, где начал трудиться одновременно в Физико-математическом институте АН СССР (до 1932 года) и, по приглашению академика Д. С. Рождественского, в ГОИ. Организовал и возглавил в ГОИ лабораторию научной фотографии, вскоре преобразованную в Фотографический сектор.
В 1932—1934 годах одновременно с работой в ГОИ занимал должность начальника кафедры оптики Военно-электротехнической академии. В 1934 году присвоена учёная степень доктора физико-математических наук. С 1932 года — профессор, с 1938 года — заведующий кафедрой общей физики и научно-исследовательской лабораторией Ленинградского университета и консультант лаборатории научной фотографии ГОИ.
При эвакуации университета в начале Великой Отечественной войны оставлен в Ленинграде уполномоченным по Физическому факультету ЛГУ. В июле 1942 года, ослабевшим от голода, эвакуирован в город Йошкар-Ола, где продолжил работу в ГОИ.
В 1946 году, по возвращении ГОИ из эвакуации, организовал в институте лабораторию красителей, в которой под его руководством велись исследования и разработки адсорбционных пленочных светофильтров и нейтрально-серых фотометрических клиньев.
Член-корреспондент АН СССР по Отделению физико-математических наук (1943), профессор (1944).
Умер после тяжёлой болезни 21 мая 1955 года. Похоронен в Ленинграде на Шуваловском кладбище.

## Научная, педагогическая и общественная деятельность
Свою научную и педагогическую деятельность Т. П. Кравец начал практически сразу по окончании университета. Его первая работа «Показатель преломления воды для электромагнитных волн λ = 6 см» была выполнена в 1897—1900 годах на тему, предложенную П. Н. Лебедевым, и получила премию имени В. П. Мошнина Общества любителей естествознания, антропологии и этнографии за 1900 год. Формированию педагогического таланта Т. П. Кравца во многом способствовало его сотрудничество с А. А. Эйхенвальдом. Он придавал большое значение лекционному эксперименту, любил и умел демонстрировать опыты. Кроме прекрасного знания физики, особенно оптики и теории колебаний, он глубоко изучил физическую химию и, в частности, теорию растворов, хорошо владел математикой и механикой.
Одна из принципиальных работ Т. П. Кравца в этот период — «Абсорбция света в растворах окрашенных веществ» (1912) послужила основой его магистерской диссертации. Здесь он установил важное соотношение между электронными константами вещества (зарядом и массой) и площадью кривой поглощения, отнесенной к числам колебаний. Соотношение стало одним из количественных подтверждений теории электронов П. Друде. Опубликованная на русском языке в малодоступных «Известиях Московского инженерного училища» и лишь намного позже в сборнике его избранных трудов, работа осталась неизвестной за границей, вследствие чего найденное Кравцем соотношение несколько раз «открывалось» заново (напр., в 1926 году Ф. Перреном). Доказанная в ней адсорбционная теорема позволила Т. П. Кравцу впоследствии ввести понятие силы осциллятора, широко применяемое в современной спектроскопии.
Цикл работ Т. П. Кравца, выполненных во время ссылки в Сибирь, посвящён в основном геофизике и связан с вопросом собственных (сейши) и вынужденных (приливы и отливы) колебаний уровня озёр. Используя многолетние наблюдения Иркутской обсерватории за озером Байкал и результаты собственных экспериментов на модели Байкала в масштабе 1:600 000, он изучил амплитуду и распределение колебаний уровня воды, которые вызываются действием ветров. Эти работы получили продолжение после возвращения Т. П. Кравца в Ленинград, когда вместе с аспирантом Физико-математического института В. П. Дубовым они исследовали колебания уровня воды на Балтике и связали их с наводнениями в Ленинграде. Подробное изложение этой работы содержится в более поздней статье.
В 1926 году, организовав в ГОИ лабораторию научной фотографии, Т. П. Кравец начал исследования природы скрытого фотографического изображения. Задача, поставленная перед ним Д. С. Рождественским, состояла в поддержке фундаментальными и прикладными исследованиями зарождавшейся в стране фотохимической промышленности. Уже через несколько лет в связи с расширением тематики лаборатория была преобразована в Фотографический сектор. К 1932 году Т. П. Кравец сформировал достаточно большой коллектив талантливых молодых учёных (Ю. Н. Гороховский, Г. П. Фаерман, К. С. Ляликов, П. В. Мейкляр, С. Г. Гренишин, И. Р. Протас, В. А. Вейденбах, А. С. Топорец и другие), которые уже вскоре начали получать ценные научные и прикладные результаты в области фотографической сенситометрии, природы фотографической чувствительности, процесса проявления, физико-химических основ синтеза эмульсий, научного и технического применения фотографии. Совместно с М. В. Савостьяновой Т. П. Кравец впервые получил данные о природе скрытого изображения (независимо от исследований немецкого учёного Р. Поля), которые легли в основу теории образования этого состояния микрокристаллов при экспонировании эмульсионного слоя.
Под непосредственным руководством Т. П. Кравца велись работы по фотографическим материалам, теории и практике проявления, фотографической сенситометрии, фотооптике.
В 1932 году Т. П. Кравцем была организована и проведена первая, а затем и вторая (1941) Всесоюзные конференции по научной фотографии и кинематографии. Он был членом оргкомитета организованного АН СССР Всесоюзного совещания по научной фотографии (Москва, 1937), председательствовал на Всесоюзном совещании по сенситометрии (Ленинград, 1941). «Эти мероприятия сыграли несомненно большую роль в установлении личных контактов и творческих связей между молодыми в основном деятелями бурно развивавшихся научных учреждений и промышленных предприятий, с одной стороны, и между молодёжью и представителями старшего поколения, с другой».
В 1938 году, перейдя ввиду сокращения объёма работ в ГОИ по фотографии на постоянную работу в ЛГУ, Т. П. Кравец возобновил активную педагогическую деятельность на кафедре общей физики. Здесь он начал серию научных работ по фотохимии кристаллов, прерванных с началом Великой Отечественной войны.
В сентябре 1943 года Т. П. Кравец избран членом-корреспондентом АН СССР по отделению физико-математических наук. В представлении на это звание, подписанном академиком С. И. Вавиловым, говорилось: «В лице Т. П. Кравца наша наука имеет пример редкого соединения специальных знаний высокого уровня с общей широкой культурой».
В 1946 году Т. П. Кравцу совместно с группой его сотрудников была присуждена Сталинская премия 2-й степени за работы 1939—1945 гг. по созданию методов и приборов для фотографической сенситометрии. В последние годы жизни он разрабатывал адсорбционные плёночные светофильтры и фотометрические клинья, много времени уделял истории науки. С 1948 года состоял заместителем председателя Комиссии по научной фотографии и кинематографии при Отделении химических наук АН СССР — К. В. Чибисова и председателем её Ленинградского отделения. Заместитель председателя Комиссии по истории физико-математических наук АН СССР (1945—1954). Член Комиссии по истории Академии наук СССР Института истории естествознания и техники АН СССР (1952—1954). Член Комиссии по изучению наследия М. В. Ломоносова и изданию его сочинений (1948—1954). Член коллегии Научно-технического отдела ВСНХ. Зам. главного редактора сочинений М. В. Ломоносова (1948—1954). Член редколлегии «Журнала научной и прикладной фотографии».
Т. П. Кравец автор целого ряда обзоров и статей, посвящённых выдающимся отечественным и зарубежным учёным, в том числе М. В. Ломоносову, Г. В. Рихману, А. С. Попову, Б. С. Якоби, А. Н. Крылову, П. П. Лазареву, М. Фарадею, П. Друде, Г. Лоренцу, П. Н. Лебедеву, С. И. Вавилову, Д. С Рождественскому и другим, исследования «К истории изобретения фотографии».

Т. П. Кравец. Начало 1950 годов

Под его редакцией вышли на русском языке книги «Теория электронов и её применение к явлениям света и теплового излучения» Лоренца (1934), «Оптика» Друде (1935), «Химия поверхностных явлений» Райдила (1936), «Теория электричества» Абрагама-Беккера (1939), «Начертательная геометрия» Монжа (1947), «Экспериментальные исследования по электричеству» в двух томах Фарадея (1947—1951) и др. Т. П. Кравец был редактором издания трудов Э. Х. Ленца (1950) и П. Н. Лебедева (1963), издания хранящейся в архиве Санкт-Петербургского отделения РАН переписки изобретателей фотографии Дагерра и Ньепса (1949), членом комиссии по изданию трудов Д. И. Менделеева (1949—1942), преемником С. И. Вавилова в качестве главного редактора полного собрания трудов М. В. Ломоносова (1950—1955). Предисловия Т. П. Кравца можно найти практически в половине послевоенных изданий сочинений российских физиков. Отдельными статьями и брошюрами опубликовано более 40 работ Т. П. Кравца, посвященных 14 различным ученым. Большинство статей и выступлений Т. П. Кравца на исторические темы вошло в сборник его очерков и воспоминаний «От Ньютона до Вавилова».
Подводя итоги научной деятельности Т. П. Кравца, академик А. Н. Теренин писал.

Т. П. Кравец — научный исследователь с широким кругом интересов, с одинаковым успехом работающий в таких разнообразных областях, как теоретическая и экспериментальная оптика, научная фотография, геофизические проблемы и, наконец, история науки.
Т. П. Кравец — организатор крупнейшей лаборатории, широко обслуживающей оборонные задачи и нужды промышленности, создатель школы советских работников по научной фотографии, отличительной чертой которой является строгость научного подхода наряду с настойчивым стремлением держаться возможно ближе к решению самых основных задач техники на основе современных оптических и физико-химических представлений.
Т. П. Кравец — серьёзный и в то же время блестящий лектор и преподаватель, через аудиторию которого прошли сотни и тысячи представителей советской молодёжи, в лаборатории которого воспитались для научной работы десятки ближайших учеников.
Т. П. Кравец — научно-общественный деятель широкого размаха.
Т. П. Кравец — редактор большого количества книг весьма серьёзного значения для научного обучения советской молодёжи.

Кравец до последних дней сохранял хорошую память и трудоспособность. За три месяца до кончины он прочёл на заседании Ленинградского отделения Комиссии по научной фотографии и кинематографии АН СССР доклад по только что опубликованным работам об одном из явлений фотоэффекта. В середине апреля 1955 года резко проявилась тяжёлая болезнь, следствие пережитой блокадной зимы в Ленинграде. Через месяц Т. П. Кравца не стало.

## Награды и премии
- премия Императорского Общества любителей естествознания, антропологии и этнографии (1900)
- Сталинская премия второй степени (1946) — за разработку новой системы и приборов для определения чувствительности фотоэмульсий
- орден Ленина
- орден Трудового Красного Знамени
- орден Красной Звезды (1945)
- орден «Знак Почёта»
- медали

## Основные работы
- Абсорбция света на растворах окрашенных веществ: Эксперим. и теорет. исслед. Т. П. Кравец. — М.: Типо-лит. т-ва Владимир Чичерин, 1912. — 115 с.
- Жорж Клод. Электричество и его применения в общедоступном изложении / Ж. Клод, Ва. Оствальд; Пер. Т. П. Кравец; Ред., [предисл.] и обраб. А. А. Эйхенвальд. — М.: Космос, 1909—1910. — 625 с.
- Густав Ми. Молекулы, атомы, мировой эфир / Проф. Г. Ми (Грейсвальд); Пер. с нем. Э. В. Шпольский; Под ред. преп. Моск. инж. уч-ща Т. П. Кравеца. — М.: Природа, 1913. — 220 с.
- П. Н. Лебедев и созданная им физическая школа: (Из публ. речи памяти покойного) / Т. П. Кравец. — М.: типо-лит. т-ва И. Н. Кушнерев и К°, 1913. — 15 с.
- Рихард Бернштейн. Видимые и невидимые лучи / Пер. Э. В. Шпольского; Под ред. [и с предисл.] Т. П. Кравеца; проф. Р. Бернштейн и проф. В. Марквальд. — М.: Природа, 1914. — 186 с.
- Т. П. Кравец. О геологических последствиях перемещения полярной оси. — Иркутск: 1-я Гостип., 1926, с. 87—89.
- Михаил Фарадей. Экспериментальные исследования по электричеству, т. I. Перевод с англ. Е. А. Чернышевой и Я. Р. Шмидт-Чернышевой. Комм. и ред. члена-корр. АН СССР проф. Т. П. Кравца. Изд. Академии Наук СССР. — М.— Л., 1947. — 848 с.
- Гаспар Монж. Начертательная геометрия. Перевод В. Ф. Газе. Комментарии и редакция проф. Д. И. Каргина. Под общей редакцией члена-корр. АН СССР Т. П. Кравца. — М.—Л.: Изд-во АН СССР, 1947. — 291 с.
- Т. П. Кравец. Труды по физике. — М.—Л.: Издательство АН СССР, 1959. — 340 с.
- От Ньютона до Вавилова (очерки и воспоминания). — Л.: Наука, 1967. — 447 с.